# Nikola Dragović
Nikola Dragović (en serbe : Никола Драговић), né le 20 décembre 1987 à Podgorica, est un joueur serbe de basket-ball.

## Biographie
Le 6 juillet 2016, il signe à l'ASVEL Lyon-Villeurbanne.
En mai 2017, peu avant le début des play-offs du championnat de France, Dragović et son coéquipier Walter Hodge sont mis à pied et ne participent pas aux play-offs.